# Gordon Gekko
Gordon Gekko is een personage uit de populaire film Wall Street uit 1987. De rol van Gordon Gekko wordt in de film gespeeld door Michael Douglas, die hiermee een Oscar won. Gordon Gekko is een corporate raider die bedrijven overneemt en in stukjes verkoopt. Gordon Gekko is losjes gebaseerd op de veroordeelde investeerder Ivan Boesky en belegger/investeerder Carl Icahn. Het American Film Institute (AFI) plaatste Gordon Gekko op de 24e plaats bij de vijftig grootste schurken van de eerste honderd jaar film.

## Invloed
In de film blijkt Gordon Gekko een schurk. Toch is zijn strijd tegen slecht geleide ondernemingen een inspiratiebron gebleken voor zakenbankiers en beurshandelaren. Zijn speeches in de film worden nog vaak aangehaald bij slecht geleide beursgenoteerde bedrijven. Oude zakentyconen met een aanmerkelijk belang in hun onderneming vergelijkt hij met de huidige bestuursvoorzitters die de aandeelhouders benadelen. Er wordt vaak gesuggereerd dat de film Wall Street de beste wervingscampagne was voor zakenbanken. Daarnaast is hij een icoon van de hebzucht in de jaren tachtig.
Twee speeches die Gekko gaf in de film in een vergadering van aandeelhouders worden nog vaak geciteerd.

You own the company. That's right — you, the stockholder. And you are all being royally screwed over by these, these bureaucrats, with their luncheons, their hunting and fishing trips, their corporate jets and golden parachutes... Teldar Paper has thirty-three different vice presidents, each earning over two-hundred thousand dollars a year. Now, I have spent the last two months analyzing what all these guys do, and I still can't figure it out. One thing I do know is that our paper company lost one-hundred and ten million dollars last year, and I'll bet that half of that was spent in all the paperwork going back and forth between all these vice presidents.

De beroemdste speech is echter de "hebzucht is goed"-speech. Deze was gebaseerd op een voordracht die arbitrageur Ivan Boesky in 1986 gaf voor studenten aan de Universiteit van Californië. Boesky benadrukte de positieve aspecten van hebzucht en zei onder meer "Greed is all right, by the way. I want you to know that. I think greed is healthy. You can be greedy and still feel good about yourself."

The point is, ladies and gentleman, that 'greed' — for lack of a better word — is good. Greed is right. Greed works. Greed clarifies, cuts through, and captures the essence of the evolutionary spirit. Greed, in all of its forms — greed for life, for money, for love, knowledge — has marked the upward surge of mankind. And greed — you mark my words — will not only save Teldar Paper, but that other malfunctioning corporation called the USA.

Men kan in deze speech de theorie herkennen van Adam Smith. Hij stelde dat indien mensen vrij zijn om hun eigen belangen na te streven, in tegenstelling tot een door een overheid opgelegde norm, ervoor zorgen dat inefficiënties verdwijnen en productiemiddelen worden ingezet waar ze het meeste opleveren.
Deze uitspraak wordt herhaaldelijk geciteerd in de economische literatuur, o.a. door G. Tyler, R. Peterson en P. Krugman.

## Trivia
Door Forbes werd Gordon Gekko op de veertiende plaats gezet in de rijkenlijst van de fictional fifteen. Hij staat boven Jay Gatsby maar onder Charles Foster Kane.